# شون دانيلز
شون دانيلز (بالإنجليزية: Shawn Daniels)‏ مواليد 14 مايو 1979 في بيكرسفيلد، هو لاعب كرة سلة أمريكي. بدأ مسيرته الاحترافية في سنة 1999. يلعب في دوري كندا الوطني لكرة السلة. يبلغ طوله 6 قدم 8 بوصة (2.0 م). لعب مع تي إن تي كاتروبا وباراكو بول إنرجي.